# Time Flies By

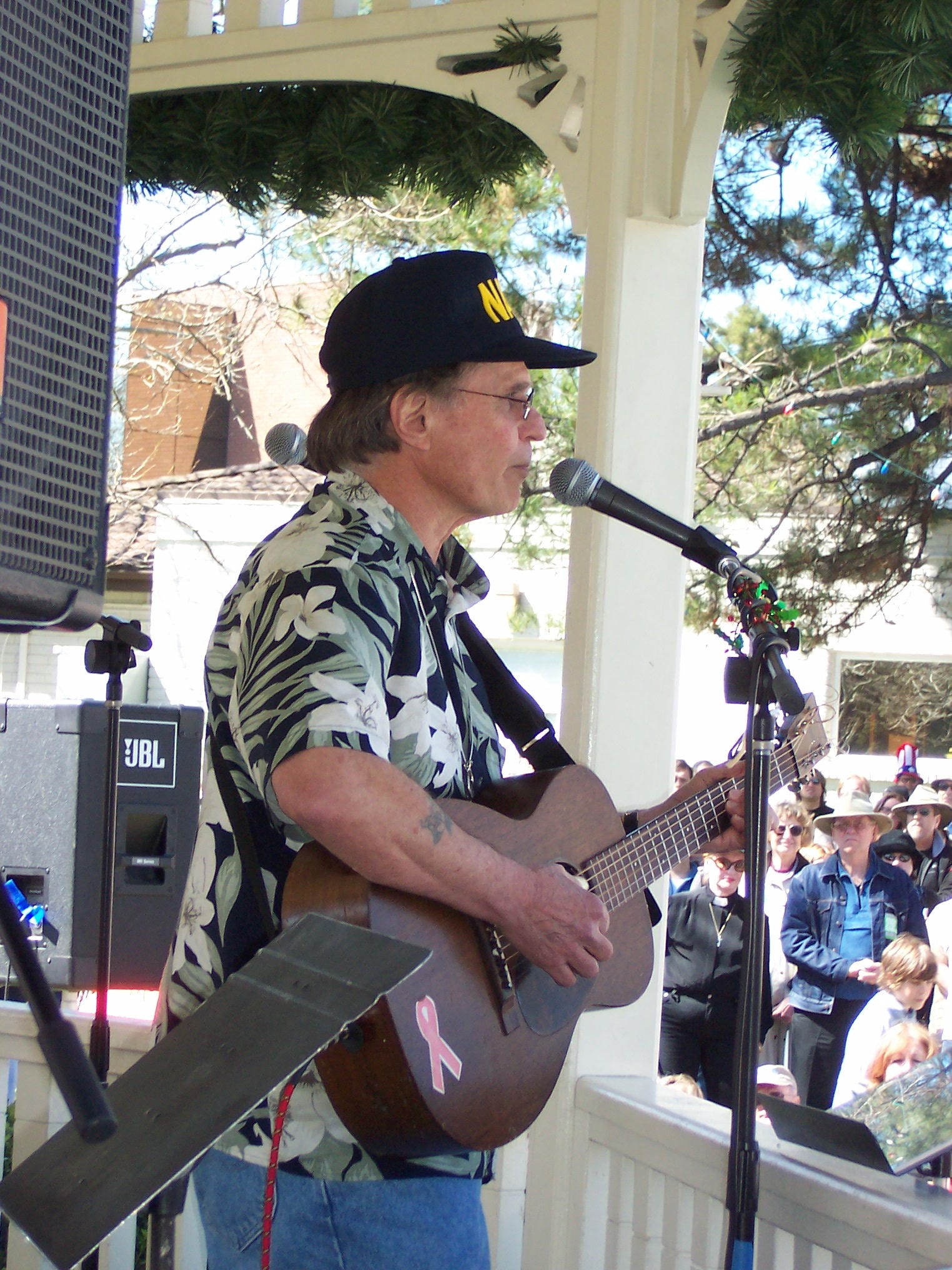
Country Joe McDonald 2006

Time Flies By est un double album de Country Joe McDonald sorti le 18 septembre 2012. Les 28 titres englobent ses 45 années actives en tant qu’auteur compositeur. Le chanteur et guitariste septuagénaire est accompagné par Greg Dewey, l’ancien batteur de Country Joe and the Fish au Festival de Woodstock et par le bassiste Tim Eschlimann ainsi que de nombreuses interventions d’autres musiciens.

## Liste des titres

### CD 1
1. Write a Song
2. Sad and Lonely Times
3. Rainbow Stew
4. The Clone Song
5. Gunshot Wound
6. Section 43
7. All My Love in Vain
8. Rock Coast Blues
9. Katrina
10. I'm on the Road Again
11. Feels Like Heaven
12. Who Am I
13. Colorado Town
14. Dark Clouds
15. Plastic Bag

### CD 2
1. Peace on Earth
2. Yankee Doodle
3. Four More Years of Good Times
4. Rock and Roll Again
5. Trombone Blues
6. Eleventh Step
7. Plastic Dome
8. Feels Like Heaven II
9. Lady with the Lamp
10. Support the Troops
11. (Gunshots)
12. (Garbage Truck)
13. Write a Song II

## Musiciens
- Country Joe McDonald (chant/guitar/harmonica/trombone)
- Tim Eschlimann (contrebasse)
- Greg Dewey (batterie)
- et aussi des participations de Harper Simon, The Persuasions, Austin de Lone, Russ Gauthier, Ken 'Snakebite' Jacobs, Suzy Thompson, Chris & Lorin Rowan et Bernie Krause.